# Pangani
Le Pangani est un fleuve du nord-est de la Tanzanie qui prend sa source dans le réservoir de Nyumba ya Mungu et se jette dans l'océan Indien. Son cours est de 420 kilomètres[réf. nécessaire].